# 馬振昭
馬 振昭（ば しんしょう　1997年11月5日- ）は中国出身の柔道選手。階級は78kg級。

## 経歴
2017年のアジア選手権では決勝で濵田尚里に敗れて2位だった。2018年のアジア大会では準決勝で佐藤瑠香に敗れた。世界選手権では準決勝でオランダのフーシェ・ステーンハイスに敗れるなどして5位だった。2019年のアジアパシフィック選手権では決勝で泉真生に敗れて2位だった。世界選手権では7位だった。2021年にはグランドスラム・トビリシで3位、アジア・オセアニア選手権では2位だったものの、日本武道館で開催された東京オリンピックでは初戦でオーストリアのベルナデッテ・グラフに敗れた。2022年のアジア選手権で3位になると、世界選手権では決勝まで進むが、元世界チャンピオンであるブラジルのマイラ・アギアルに技ありで敗れて2位だった。2023年の世界選手権では5位だったが、地元で開催されたアジア大会では決勝で高山莉加を小外掛で破って優勝した。2024年のパリオリンピックでは銅メダルを獲得した。
IJF世界ランキングは1350ポイント獲得で27位(25/6/2現在)。

## 主な戦績
- 2016年 - グランプリ・アブダビ　3位
- 2017年 - アジア選手権　2位
- 2018年 - アジア大会　3位
- 2018年 - 世界選手権　5位
- 2018年 - グランドスラム・アブダビ　3位
- 2019年 - アジアパシフィック選手権　2位
- 2019年 - グランプリ・フフホト　3位
- 2019年 - 世界選手権　7位
- 2021年 - グランドスラム・トビリシ　3位
- 2021年 - アジア・オセアニア選手権　2位
- 2022年 - アジア選手権　3位
- 2022年 - 世界選手権　3位
- 2022年 -　グランドスラム・アブダビ　優勝
- 2023年 -　グランドスラム・タシケント 3位
- 2023年 -　世界選手権　5位
- 2023年 - アジア大会　優勝
- 2024年 -　グランドスラム・アンタルヤ　3位
- 2024年 - グランドスラム・アスタナ　優勝
- 2024年 - パリオリンピック　3位
- 2025年 - グランドスラム・タシケント　優勝
- 2025年 - 世界選手権　5位

(出典、JudoInside.com)